# Хольмстрём ван дер Вейден, Анна-Каролина
Анна-Каролина Хольмстрём ван дер Вейден (швед. Anna-Carolina Holmström van der Weyden; 7 февраля 1970 года, Хельсингборг) — шведский дипломат и государственный деятель. Посол Королевства Швеция в Ирландии.

## Ранняя жизнь
Родилась в в окрестностях Хельсингборга, третьим ребёнком в семье фотографа и домохозяйки. Имеет степень магистра в области международных отношений и лингвистики.

## Карьера
В 1995 году, в возрасте 25 лет, начала карьеру в Министерстве иностранных дел Швеции, став самым молодым дипломатом ведомства.
С 2003 по 2008 год занимала должность штатного консула и советника в Генеральном консульстве Швеции в Лос-Анджелесе, США. В 2009 году была переведена в Постоянное представительство Швеции при международных организациях в Женеве. Во время председательства Швеции в Совете ЕС представляла интересы Швеции и ЕС в Совете ООН по правам человека.
7 декабря 2023 года Хольмстрём ван дер Вейден была назначена на должность посла Королевства Швеция в Ирландии. В должность вступила в январе 2024 года. На посту она сменила своего предшественника Магнуса Райдена, который был послом с 2021 года.